# Harpactea herodis
Harpactea herodis este o specie de păianjeni din genul Harpactea, familia Dysderidae, descrisă de Brignoli, 1978.
Este endemică în Israel. Conform Catalogue of Life specia Harpactea herodis nu are subspecii cunoscute.